# Sucre muscovado

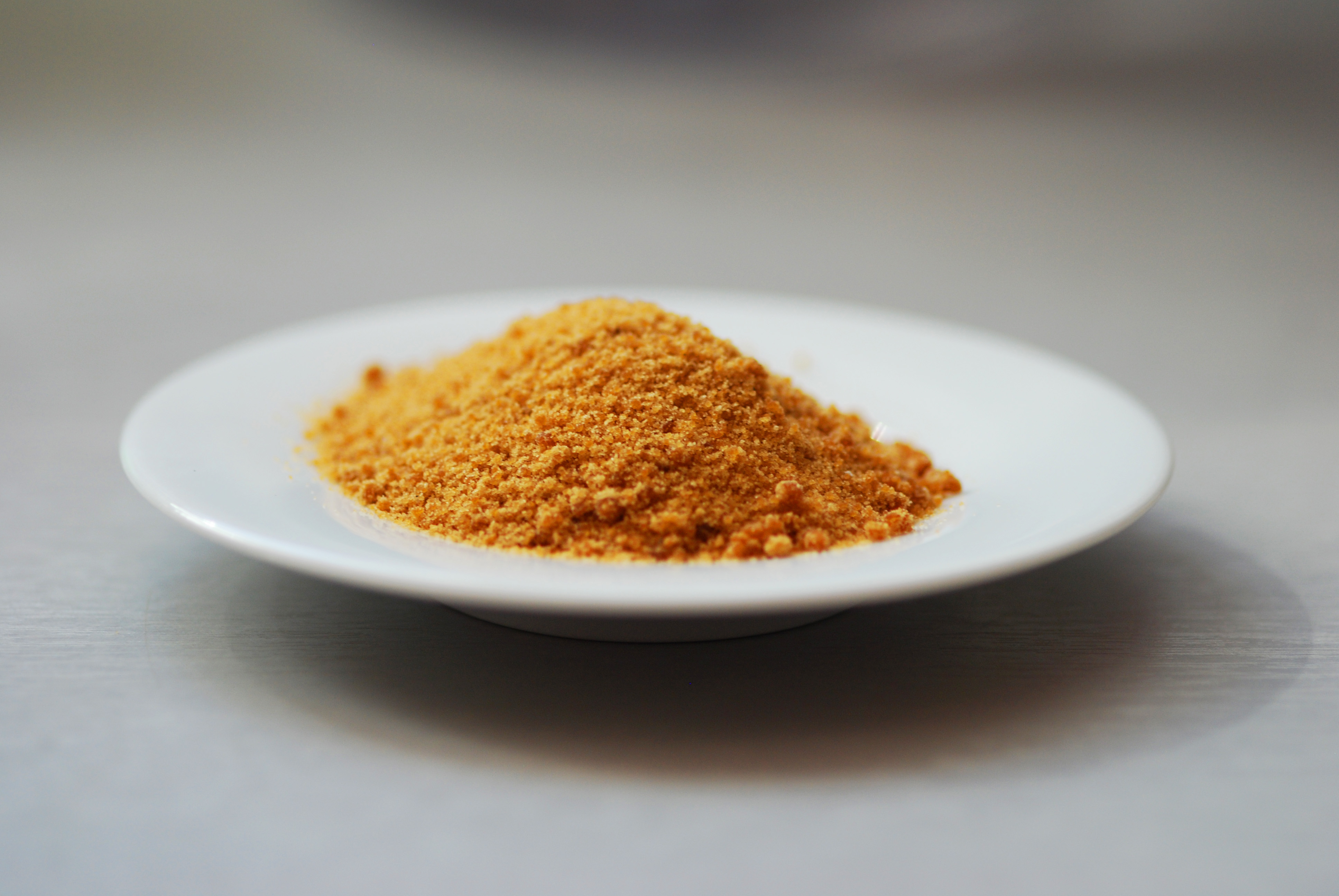
Sucre muscobado.

Le sucre muscovado (ou « mascobado ») est un sucre de canne complet, non raffiné en provenance des Philippines et de l’Île Maurice. Il est de couleur brun foncé avec une forte teneur en mélasse, ce qui lui procure un goût prononcé. Il possède une texture dite binaire, avec des gros et des petits morceaux.
Ce sucre était fortement apprécié de Napoléon Bonaparte.
Pour le fabriquer, le jus extrait de la canne à sucre, appelé vesou, est chauffé. Lorsque tout le liquide est évaporé, le résidu est séché puis broyé. 

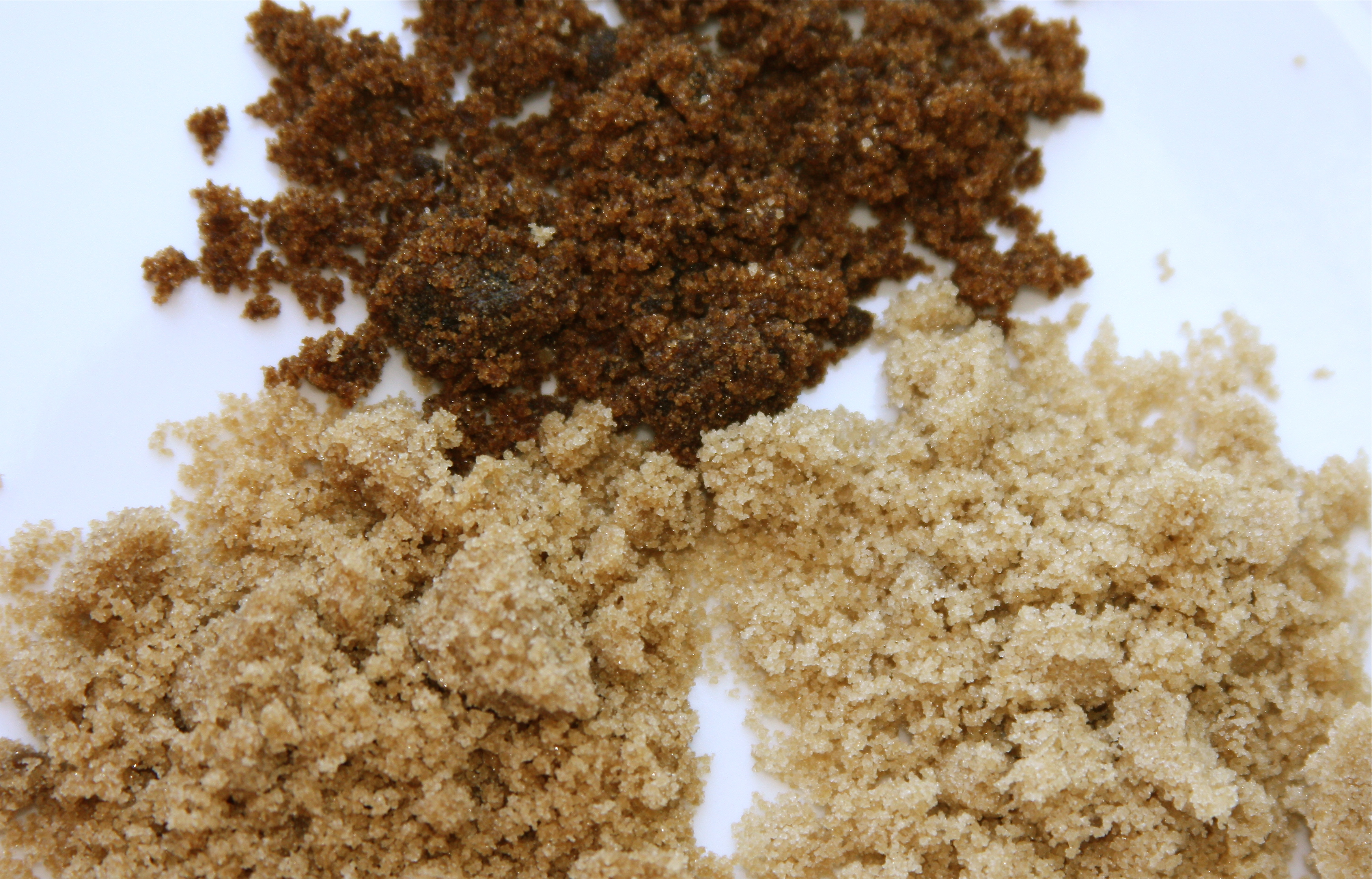
Sucre muscovado (en haut), sucre complet (à gauche) et sucre blond (à droite).